# Tragédie de la Kara

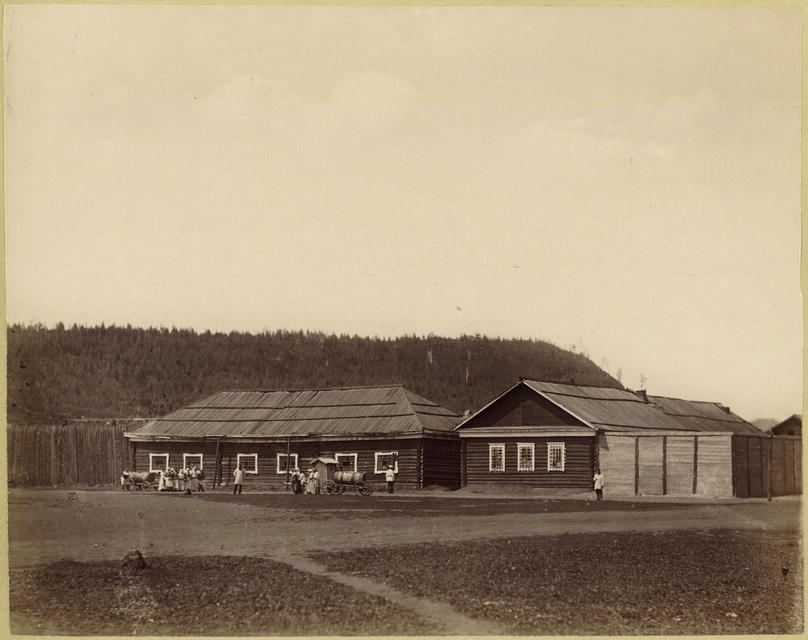
Bagne de la Kara, en 1991

La Tragédie de la Kara (russe : Карийская трагедия) est un suicide collectif de prisonniers politiques du bagne de la Kara intervenu dans la nuit du 7 au 8 novembre 1889, en acte de protestation contre les mauvais traitements qu'ils subissaient.

## Description

### Origine
Le 11 août 1888 en raison de son refus de se lever devant le gouverneur général Andreï Korf, Élisabeth Kovalskaïa est transférée à la prison du fortin de Verkhneoudinsk dans un strict isolement. En signe de protestation, les prisonniers politiques exigent de mettre fin aux fonctions du commandant de la prison et font à plusieurs reprises de longues grèves de la faim.
En février 1889, le colonel Nikolaï Plotto, commandant de la gendarmerie d'Irkoutsk, visite la prison du bagne. Il promet d'y apporter des changements, mais rien n'est fait, ce qui a provoque une nouvelle série de grèves de la faim.
Pour avoir tenté de gifler l'officier de gendarmerie V. Massioukov, que les prisonniers appelaient commandant, Nadejda Siguida, une détenue âgée de 28 ans, est transférée dans une prison pénale . L'apprenant, Maria Kovalevskaïa, Maria Kalioujnaïa et Nadejda Smirnitskaïa commencent une grève de la faim, exigeant le transfert de Nadejda Siguida.
Le 24 octobre 1889 une instruction d'Andreï Korf est signifiée aux détenus politiques. Elle apporte des changements à leurs conditions de détention, et autorise l'utilisation de la force et les châtiments corporels, applicables auparavant uniquement aux criminels. Sur ce fondement, le gouverneur général ordonne de punir Nadejda Siguida de cent de coups de verges, peine à laquelle elle est soumise le 7 novembre 1889.

### Intoxication
Dans la nuit, Nadejda Siguida, Maria Kalioujnaïa, Maria Kovalevskaïa et Nadejda Smiritskaïa prennent une dose mortelle de morphine. À l'exception de Siguida, elles sont en grève de la faim depuis 16 jours, et leurs organismes affaiblis ne peuvent supporter une dose, même normale..
Seize hommes parmi les prisonniers politiques essaient également de s'empoisonner, sur l'instigation du révolutionnaire polonais Felix Kon (ru). Selon l'enquête, les médicaments à base d'opium qu'ils ont pris, produits en 1892, étaient périmés, et ils y survivent. Certains prennent une seconde fois des opiacés, sans réussir à se tuer. Deux hommes seulement, Ivan Kalioujny et Sergueï Bobokhov (ru) décédent. Narman Levikovitch Hekker, ancien bagnard affecté dans une brigade essaie dans la même période de se suicider par balle. 
Au total, parmi de 20 forçats de la Kara qui se sont empoisonnés, quatre femmes et deux hommes trouvent la mort. 
La tragédie de la Kara a un fort retentissement. Après différentes protestations, le gouvernement est contraint d'interdire les châtiments corporels à l'encontre des femmes. Le bagne de la Kara est fermé, et ses prisonniers politiques sont transférés dans d'autres prisons.
En 1930, le peintre Nikolaï Kassatkine consacre un tableau à ces événements.